# Irena Degutienė
 (juillet 2023).
Si vous disposez d'ouvrages ou d'articles de référence ou si vous connaissez des sites web de qualité traitant du thème abordé ici, merci de compléter l'article en donnant les références utiles à sa vérifiabilité et en les liant à la section « Notes et références ».
Irena Degutienė née le 1er juin 1949 à Šiauliai est une femme d'État lituanienne, membre du parti conservateur l'Union de la patrie - Chrétiens-démocrates lituaniens (TS-LKD).

## Biographie
Diplômée en 1978 de la faculté de médecine de l'université de Vilnius. Elle travaille pendant presque 20 ans à l'hôpital de la Croix-Rouge de Vilnius
En 1996, elle devient ministre du Travail et des Affaires sociales. En 1996, elle est élue au Seimas et réélue en 2000, 2004 et 2008.
Elle est deux fois Premier ministre par intérim de Lituanie : une première fois du 4 mai 1999 au 18 mai 1999 et puis du 27 octobre 1999 au 3 novembre 1999. Elle est présidente du Seimas, le Parlement lituanien, de 2009 à 2012.
Irena Degutienė est mariée avec Gediminas Degutis, un traumatologue orthopédiste, docteur ès sciences médicales. Leur fille Silvija Balčiūnienė est avocate et leur fils Gediminas Degutis, homme d'affaires. 